# Bo Kluea (huyện)
Bo Kluea (tiếng Thái: บ่อเกลือ) là một huyện (amphoe) ở phía đông thuộc tỉnh Nan, phía bắc Thái Lan.

## Lịch sử
Tiểu huyện (King Amphoe) Bo Kluea được thành lập ngày 15 tháng 2 năm 1988 thông qua việc tách hai tambon Bo Kluea Nuea và Bo Kluea Tai từ huyện Pua. Đơn vị này đã được nâng cấp thành huyện ngày 7 tháng 9 năm 1995.

## Địa lý
Các huyện giáp ranh (từ phía nam theo chiều kim đồng hồ): Mae Charim, Santi Suk, Pua và Chaloem Phra Kiat thuộc tỉnh Nan. Phía đông là tỉnh Xaignabouli của Lào.

## Hành chính
Huyện này được chia thành 4 phó huyện (tambon), các đơn vị này lại được chia ra thành 39 làng (muban). Không có khu vực thành thị, có 4 Tổ chức hành chính tambon.
| STT | Tên           | Tên tiếng Thái | Số làng | Dân số |  |
| --- | ------------- | -------------- | ------- | ------ |  |
| 1.  | Bo Kluea Nuea | บ่อเกลือเหนือ     | 11      | 3.422  |  |
| 2.  | Bo Kluea Tai  | บ่อเกลือใต้       | 15      | 4.929  |  |
| 4.  | Phu Fa        | ภูฟ้า            | 6       | 2.846  |  |
| 5.  | Dong Phaya    | ดงพญา          | 7       | 3.174  |  |

Số 3 không có trong bảng này là tambon Khun Nan nay thuộc Chaloem Phra Kiat.